# Bibiana Fernández
|  | No s'ha de confondre amb Bibi Andersson. |

Bibiana Manuela Fernández Chica (Tànger, 13 de febrer de 1954), abans coneguda amb el nom artístic de Bibi Ándersen i posteriorment com a Bibiana Fernández, és una actriu, cantant i presentadora de televisió espanyola.

## Biografia
Nasqué amb el sexe biològic masculí i li van posar el nom de Manuel. Els seus pares, Francisca i Manuel, eren malaguenys, ella una cosidora nascuda a La Trinidad i ell un taxista de Villanueva del Rosario, i es van separar quan tenia sis anys. Va anar a viure amb el seu pare i el seu germà a una porteria, i dormien per torns mentre el seu pare treballava de nit. En aquella època, el seu pare no volia que veiés la seva mare, tot i que ho feia d'amagat. Als vuit anys va deixar Tànger, i als tretze es van traslladar a Màlaga. Allà va passar-hi la seva joventut, fins que va anar a Barcelona a fer la mili i amb la intenció de fer-se artista.

### Trajectòria professional
A Barcelona treballava com a noia de servei en un hotel arreglant habitacions, fins que va ser contractada per la Cadena Ferrer, la qual gestionava diverses sales de festes a la ciutat, on s'hi feien molts espectacles amb travestis. L'empresari que la va contractar li va imposar el nom artístic de Bibi Ándersen, per semblança amb el nom de l'actriu sueca Bibi Andersson. Bibi s'havia sotmès a un tractament hormonal amb estrògens en arribar a la majoria d'edat, i allà exhibia el seu cos nu, a excepció dels genitals, tot i que de vegades els deixava entreveure per provocar o per descuit. Va iniciar la seva trajectòria professional al Paral·lel, on en aquella època es concentraven els cabarets, les sales d'espectacle i els teatres, i es va convertir en la principal estrella de Ferrer.
L'any 1976, en plena època del destape, l'actor còmic Juanito Navarro li va fer un contracte per treballar a Madrid amb la seva companyia, i llavors Bibi va passar a fer revista. Aleshores va debutar al cinema sota la direcció de Vicente Aranda en la pel·lícula Cambio de sexo (1977), al costat de Victoria Abril, pel·lícula en la qual interpretava una transsexual i on quedaven en evidència els seus genitals. En aquells moments encara estava en ple procés de tractament hormonal, i el 1978 reivindicava que la tractessin com a dona i rebutjava qualsevol altra etiqueta.
El 1980 va publicar el seu primer disc, Bibi Andersen, que va gaudir de gran èxit i que contenia les cançons "Call me lady Champagne" i "Sálvame", entre d'altres. Aquesta última seria anys més tard la sintonia del programa de televisió Sálvame (2009–). Va començar a participar en diversos programes de televisió, alhora que continuava treballant en teatres com a vedet de revista musical.
A principis de la dècada del 1980, durant l'època de la movida madrilenya, va conèixer Pedro Almodóvar, de qui es va fer amiga. El 1984 va protagonitzar el llargmetratge de Manuel Gutiérrez Aragón La noche más hermosa, amb Victoria Abril, José Sacristán i Fernando Fernán Gómez, i l'any següent va participar en la comèdia de Fernando Trueba Sé infiel y no mires con quién, al costat d'Ana Belén, Carmen Maura i Antonio Resines. Va treballar en el curtmetratge d'Almodóvar Tráiler para amantes de lo prohibido (1985), i més endavant col·laboraria també a les seves pel·lícules Matador (1986), La ley del deseo (1987), Tacones lejanos (1991) i Kika (1993, on feia una escena de nu integral), amb altres "noies Almodóvar" com Carmen Maura, Chus Lampreave, Rossy de Palma o Marisa Paredes. De la mà de Pilar Miró va debutar a la televisió com a presentadora del programa La tarde (1987) i més tard va copresentar l'exitós programa de varietats Sábado noche (1988-1989) al costat de Carlos Herrera. Mentrestant, el seu espectacle teatral Una noche con Bibi també era un gran èxit.
La dècada del 1990 va començar amb un gran canvi. L'any 1991 es va sotmetre a una vaginoplàstia a Londres per a una reassignació de gènere, i va obtenir el carnet que l'acreditava com a dona de ple dret l'any 1994. Va seguir treballant a la televisió, presentant programes com Estress (1991, amb Loles León i Rossy de Palma), alhora que feia d'actriu en altres programes com ¡Hola Raffaella! (1992-1994) o sèries com Los ladrones van a la oficina (1994). En el cinema es va posar a les ordres de Gracia Querejeta (Una estación de paso, 1992), Álex de la Iglesia (Acción mutante, 1993) i Alfonso Albacete, David Menkes i Miguel Bardem (Más que amor, frenesí, 1996, i Atómica, 1998).
El 1998 va decidir abandonar el seu nom artístic per utilitzar el seu propi, Bibiana Fernández. L'any 2000 es va casar amb el model cubà Asdrúbal Ametller González, de qui es va separar tres anys més tard.
Durant la dècada del 2000 va percebre que en el món dels escenaris i els focus el seu físic ja no era el reclam que havia estat anteriorment, i va redirigir la seva carrera refugiant-se en el teatre i la televisió, principalment. Els programes ¿Dónde estás, corazón? (2004-2005), Channel nº4 (2005-2008) i El programa de Ana Rosa (2008-) la van tenir de col·laboradora, i va actuar de manera puntual en sèries com 7 vidas (2004) i Aquí no hay quien viva (2006). Va continuar de la mateixa manera durant la dècada del 2010, participant com a concursant en programes com Supervivientes (2014), MasterChef Celebrity (2017) o Trabajo temporal (2018). L'any 2018 també va col·laborar en el programa de ràdio Por fin no es lunes, de Jaime Cantizano, amb la seva secció "Código Bibiana".
També ha treballat en el teatre en obres com 101 dálmatas, No se nos puede dejar solos, La gran depresión, La fille du regiment, La última tourné o El amor está en el aire, amb Manuel Bandera.

### Vida privada
Bibiana és molt activa a les xarxes socials, i dedica part del seu temps a compartir instantànies sobre la seva vida a través del seu alter ego a Instagram, Thedevilisawoman.
Malgrat que és molt discreta en les seves relacions sentimentals, se'n té coneixement d'algunes. En els seus inicis com a vedet va estar un temps amb un home de nom Alfredo, tot i que l'addició a les drogues d'ell va fer que la relació no fos gaire llarga. Després, amb Javier Serrano, el seu representant, va mantenir una relació durant catorze anys; anys després, aquest va morir de manera inesperada i Bibiana va caure en una profunda tristor. Més tard va conèixer a l'Havana el model cubà Asdrúbal Ametler González, amb qui es diu que es va casar en una cerimònia nupcial a Tailàndia; tot i així, la unió es va formalitzar l'any 2000 en el registre civil de Boadilla del Monte (Madrid), on residia Bibiana en aquell moment. Amb Ametler la relació va durar quatre anys, i el març de 2003 es van separar. Finalment va arribar el seu idil·li amb el libanès Hussein, i des d'aleshores l'actriu no ha tornat a presentar oficialment ningú com la seva parella; segons va afirmar el 2017, el motiu era que s'havia "retirat dels homes".
En una entrevista de 2016 va declarar que quan voltava la quarantena es va plantejar ser mare. En aquella època va tenir dues relacions sentimentals amb persones que ja tenien fills, i l'opció va quedar descartada; més endavant, ja sola, va decidir no fer-ho, ja que li semblava egoista per part seva.
Bibiana Fernández va mantenir una relació molt estreta d'amistat amb el dissenyador David Delfín, que va morir el 2017 víctima d'un càncer. En homenatge a ell es va fer un tatuatge amb la inscripció "Yo a ti +", que era una frase que solien utilitzar quan s'acomiadaven.

## Controvèrsies
A principis de 2019 va desvelar en una publicació seva a Instagram que des de feia deu anys mantenia un deute amb Hisenda. Malgrat que l'actriu va vendre la seva pròpia casa de Boadilla del Monte als seus amics Alaska i Mario Vaquerizo i dos apartaments a Màlaga per tal de saldar el deute, els recàrrecs i les multes superaven la seva capacitat de generar ingressos. Aquest deute va ser el motiu que la va dur a participar en el concurs MasterChef Celebrity el 2017.
Les seves nombroses operacions de cirurgia estètica han fet que fos molt criticada a les xarxes. A principis de 2019, en el seu retorn a El programa de Ana Rosa just després d'una abdominoplàstia i una intervenció als llavis que la van mantenir uns dies allunyada del plató, va declarar que voldria tenir la cara com quan tenia quaranta anys i que "el seu cos era el seu patrimoni". El juny d'aquell any l'actriu, molt acostumada a penjar fotografies seves a Instagram ensenyant el seu cos, tant amb roba com sense, va publicar-ne una en biquini excessivament retocada, que va donar com a resultat una imatge poc natural i va causar una allau de crítiques per part dels seus seguidors. Dos mesos més tard hi va haver una nova controvèrsia, ja que una altra imatge seva en biquini no va ser ben rebuda pel seu públic; en aquesta ocasió, els seus seguidors consideraven que la famosa estava exageradament prima.
Bibiana Fernández, ferma defensora dels drets i les llibertats en general, també reivindica la naturalitat a l'hora de que les dones mostrin els seus pits. Especialment en xarxes socials, es veta que les dones puguin ensenyar els mugrons, a diferència dels homes, i se censuren aquestes publicacions. Com a protesta activa per la retallada de drets i llibertats, el maig de 2019 va publicar una fotografia seva nua i amb els mugrons censurats, queixant-se que fa anys hi havia més drets que en l'actualitat, i que s'ha viscut una època de retrocés. Com a forma de queixa, va seguir compartint imatges seves gairebé nua, i el mes següent va explicar les seves reivindicacions al plató d'El programa de Ana Rosa, on hi feia de tertuliana des de feia onze anys, queixant-se de la censura dels mugrons femenins a les xarxes socials i destacant la manca de llibertats.

## Filmografia principal
| Cinema - 1977: Cambio de sexo - 1984: La noche más hermosa - 1985: Tráiler para amantes de lo prohibido (curtmetratge) - 1985: Sé infiel y no mires con quién - 1986: Matador - 1987: La ley del deseo - 1988: Remando al viento - 1991: Tacones lejanos | - 1992: Una estación de paso - 1993: Acción mutante - 1993: Kika - 1996: Más que amor, frenesí - 1998: Atómica - 2004: Rojo sangre - 2015: Sólo química | Sèries de televisió - 1987: Ahí te quiero ver (1 episodi) - 1991: Las chicas de hoy en día (1 episodi) - 1994: Los ladrones van a la oficina (1 episodi) - 1997: Entre Morancos y Omaitas (1 episodi) - 1998: Señor alcalde (1 episodi) - 2004: 7 vidas (1 episodi) - 2006: Aquí no hay quien viva (1 episodi) - 2015: La que se avecina (1 episodi) |

### Altres treballs a la televisió[15]
També ha treballat com a presentadora, tertuliana o concursant en els següents programes:
| - 1987: La tarde (presentadora) - 1988-1989: Sábado noche (copresentadora) - 1991: Estress (copresentadora) - 1992-1994: ¡Hola Raffaella! (convidada) - 1994: gala dels premis Fotogramas de Plata 1993 (copresentadora) - 1994: Hip, hip, hipnosis (convidada) - 1995: Lluvia de estrellas (jurat) - 1996: Coplas de verano (presentadora) - 1998-2001: Crónicas Marcianas (col·laboradora) - 2002-2003: Esta es mi historia | - 2002-2016: Pasapalabra (concursant) - 2003: Menta y chocolate - 2003-2005: ¿Dónde estás, corazón? - 2005-2006: Ankawa (concursant) - 2005-2007: Corazón de... - 2005-2008: Channel nº4 - 2008-present: El programa de Ana Rosa (tertuliana) - 2011-2018: Alaska y Mario - 2013-2014: Abre los ojos... y mira | - 2014: Supervivientes (concursant) - 2016-2017: Mi casa es la tuya - 2017: Fantastic Duo - 2017-2018: MasterChef Celebrity (concursant) - 2018: Maestros de la costura - 2019: MasterChef - 2019: Masters de la reforma - 2019: Trabajo temporal - 2020: Ven a cenar conmigo: Gourmet Edition (concursant) |